# Bolesław Oleszko
Bolesław Oleszko (ur. 31 sierpnia 1934 w Mikaszewiczach, zm. 4 lutego 2014 w Krakowie) – profesor sztuk plastycznych o specjalności malarstwo, malarz, grafik, długoletni pracownik naukowy Akademii Sztuk Pięknych w Krakowie.

## Dzieciństwo i młodość
Urodził się jako pierwsze dziecko Antoniego i Natalii Oleszko w sierpniu 1934 roku w Mikaszewiczach nad Prypecią na Polesiu. Z powodu II wojny światowej rodzina Bolesława Oleszko przeniosła się do Włocławka. Oleszko uczęszczał tam do Państwowego Gimnazjum i Liceum im. Ziemi Kujawskiej. Po maturze w 1954 roku został przyjęty na I rok studiów Wydziału Malarstwa i Grafiki Akademii Sztuk Pięknych w Krakowie, gdzie w 1960 roku obronił dyplom w pracowni prof. Mieczysława Wejmana i doc. Macieja Makarewicza. Będąc studentem, w 1959 roku, ożenił się z koleżanką z pracowni, Marią Krystyną Zygmuntowicz, a w 1962 urodziła się mu jedyna córka, Magdalena.

## Akademia Sztuk Pięknych im. Jana Matejki w Krakowie
Adam Stalony-Dobrzański zaproponował Bolesławowi Oleszce posadę asystenta w Pracowni Liternictwa Akademii Sztuk Pięknych im. Jana Matejki w Krakowie, gdzie spędził 42 lata kariery naukowej, przechodząc wszelkie jej szczeble, uwieńczone w 1996 roku stopniem profesora zwyczajnego. Jego praca pedagogiczna ukształtowała wielu przyszłych artystów plastyków. W latach 1987–2003 był kierownikiem Pracowni Liternictwa ASP w Krakowie.

Nie lubię jak ktoś nazywa mnie liternikiem – nigdy nim nie byłem – mimo że uczyłem liternictwa przez 42 lata na krakowskiej ASP. Ale los bywa złośliwy - byłem zmuszony chwytać różne prace, by jakoś żyć w środowisku twórczym Krakowa, prace, których bardzo nie lubiłem. Powoli stawałem się człowiekiem o wielu twarzach. Pokazywałem na wystawach malarstwo i grafikę, wykonywałem oczywiście dziesiątki tablic literniczo-rzeźbiarskich, setki projektów etykiet i opakowań, ale liternikiem nie zostałem nigdy. Bardziej pasjonowałem się malarstwem sztalugowym i malarstwem ściennym-sakralnym, czyli tym, co kochałem najbardziej

## Kariera artystyczna
Po obronie dyplomu Adam Stalony-Dobrzański wprowadził Oleszkę w kunszt wykonywania polichromii i witraży. Oleszko zgłębiał warsztat technologiczny fresku suchego i mokrego, co z czasem stało się jego pasją, która zaowocowała dwunastoma samodzielnymi realizacjami m.in. w Woźnikach (k. Wadowic), Kłyżowie, Jastkowicach, Ratajach, Woli Batorskiej, Polichnie i w Warszawie.
Jest projektodawcą ponad dwustu płaskorzeźb literniczych i wielu realizacji z zakresu grafiki użytkowej.
Od czasu uzyskania dyplomu roku należał do Związku Polskich Artystów Plastyków (w latach 1969–1974 był sekretarzem Zarządu Okręgu, 1974–1978 przewodniczącym Sekcji Malarstwa, a od 1978 do 1980 był członkiem Rady Artystycznej Okręgu Krakowskiego). Należał do Towarzystwa Przyjaciół Sztuk Pięknych w Krakowie (w latach 1984 do 1996 był tam skarbnikiem). Był laureatem wielu nagród i odznaczeń wraz ze Złotym Krzyżem Zasługi w 1974 roku, Złotą Odznaką Miasta Krakowa w 1977 roku oraz nagrody Ministra Kultury i Dziedzictwa Narodowego RP w 1991 i w 2009 roku. 

Moja praca, tak wielowątkowa, wynikała z zainteresowań i potrzeby sprawdzania się w różnych dziedzinach działań plastycznych - najbardziej jednak określają mnie moje obrazy.

## Wystawy
- 1961 – Wystawa jubileuszowa 50-lecia ZPAP, Kraków
- 1961 – Wystawa sztuki religijnej, Kraków
- 1962 – Wystawa Wiosenna Okręgu Krakowskiego, Kraków
- 1963 – Salon, Kraków
- 1964 – Wystawa Młodej Plastyki, Prudnik
- 1964 – Wystawa Malarstwa Krakowskiego, Bratysława
- 1964 – Indywidualna wystawa rysunków, Klub Serbski, Londyn
- 1965 – Wystawa sztuki religijnej, Wrocław
- 1965 – Młodzi malarze Krakowa, Kraków
- 1966 – Malarstwo i Rzeźba Krakowskiego Okręgu ZPAP, Kraków
- 1968 – Wystawa Okręgowa, Kraków
- 1969 – 25 lat PRL, Okręg ZPAP Kraków, Kraków
- 1969 – Wystawa jubileuszowa 150-lecia ASP Kraków
- 1970 – IV Wiosna Opolska, Opole
- 1970 – Wystawa Okręgu Krakowskiego, Opole
- 1971 – Cztery orientacje, Muzeum Narodowe, Kraków
- 1971 – Wystawa poplenerowa "Podgórze", Kraków
- 1971 – Mały format, Galeria Pryzmat, Kraków
- 1971 – Galeria Desa, Kraków
- 1972 – Mit, kult, wierzenia, Galeria Pryzmat, Kraków
- 1972 – Plastyka krakowska, Poznań
- 1974 – Artysta wobec siebie i rzeczywistości, Galeria Pryzmat, Kraków
- 1974 – Krakowskie malarstwo i rzeźba w XX-leciu PRL, Zachęta, Warszawa
- 1974 – Wystawa indywidualna "Panorama XXX-lecia", Galeria SD, Warszawa
- 1975 – Salon Wiosenny, Kraków
- 1975 – Obraz do M-2, Kraków
- 1976 – Salon Malarstwa Krakowskiego, Kraków
- 1977 – Kraków 77, Kraków
- 1978 – Wystawa malarstwa krakowskiego w RFN
- 1980 – Indywidualna wystawa malarstwa, Galeria SD, Kraków
- 1980 – Malarstwo, rzeźba, grafika, TPSP, Kraków
- 1981 – Wystawa malarstwa Okręgu Krakowskiego, Kraków
- 1981 – Indywidualna wystawa malarstwa, BWA, Włocławek
- 1983 – Indywidualna wystawa malarstwa, ASP Kraków
- 1985 – Indywidualna wystawa malarstwa, Kramy Dominikańskie, Kraków
- 1991 – Indywidualna wystawa malarstwa, Galeria ASP, Kraków
- 1992 – Salon malarstwa ZPAP, Kraków
- 1994 – Salon malarstwa ZPAP, NCK, Kraków
- 1995 – 175 lat ASP w Krakowie, Kulturcentrum Ronneby (Szwecja)
- 1995 – Indywidualna wystawa malarstwa, Muzeum Historyczne, Kraków
- 1995 – Indywidualna wystawa malarstwa, Państwowa galeria Sztuki Współczesnej, Włocławek
- 1995 – Indywidualna wystawa malarstwa, BWA, Piła
- 1995 – Salon malarstwa ZPAP, NCK, Kraków
- 1996 – Salon malarstwa i rzeźby, Pałac Sztuki, Kraków (medal)
- 1996 – Wystawa marynistów, NCK, Kraków (wyróżnienie)
- 1997 – Jesienny Salon ZPAP, Pałac Sztuki, Kraków
- 1997 – Wystawa marynistów, NCK, Kraków (nagroda)
- 1998 – Wystawa marynistów, NCK, Kraków
- 1998 – Wystawa pedagogów ASP w Krakowie, Pałac Sztuki, Kraków
- 1998 – Galeria Etemit, Berlin
- 1999 – Ogólnopolska wystawa marynistów, NCK, Kraków
- 1999 – Wystawa marynistyczna, Klub Kuźnia, Kraków
- 1999 – Jubileusze, Galeria Pryzmat, Kraków
- 2000 – Twórczość marynistyczna, Klub Kuźnia, Kraków
- 2001 – Ogólnopolska wystawa marynistów, Galeria Centrum, Kraków
- 2001 – Salon Zimowy, NCK, Kraków
- 2002 – Spotkania marynistyczne, Galeria Centrum, Kraków
- 2004 – Salon Zimowy, NCK, Kraków
- 2005 – Ogólnopolska wystawa marynistów, Zamek w Niepołomicach
- 2005 – Ogólnopolska wystawa marynistów, Bałtycka Galeria Sztuki, Ustka
- 2006 – Salon Zimowy, NCK, Kraków
- 2006 – Wystawa marynistów, Klub Kuźnia, Kraków
- 2008 – Malarstwo pedagogów Wydziału Grafiki ASP w Krakowie, Pałac Sztuki, Kraków
- 2009 – Indywidualna wystawa "Pejzaże", PGS, Sopot[3]
- 2009 – Indywidualna wystawa "Pejzaże", BWA Galeria Miejska, Tarnów[4]
- 2009 – Indywidualna wystawa "Pejzaże", BWA, Krosno[5][6]
- 2013 – Indywidualna wystawa malarstwa, Sopocki Dom Aukcyjny, Galeria Sztuki Współczesnej, Kraków[7]

Źródło:.